# Rostromontia truncata
Rostromontia truncata is een hooiwagen uit de familie Triaenonychidae.